# Alguber
Alguber is een plaats (freguesia) in de Portugese gemeente Cadaval en telt 1 011 inwoners (2001).